# Zebrax
Zebrax je hrvatski glazbeni sastav koji je 2009. u Zagrebu osnovao Ante Cash. 

## Povijest
Prvi album Nemamo vremena za žurbu izašao je 2012. godine.  Istoimeni naslovni singlu snimljen je u suradnji s Mariom Knezovićem, a singl "Tamo da putujem" s Arsenom Dedićem. Osim u Hrvatskoj, nastupali su i u BiH.
Pjesma "Stiglo je ljeto" najavni je single drugog albuma, koji je izašao 2015. godine.

## Vanjske poveznice
- Facebook: Zebrax
- Discogs.com: Zebrax (diskografija)